# 葛飾北目
葛飾 北目（かつしか ほくもく、生没年不詳）とは、江戸時代の浮世絵師。

## 来歴
『葛飾北斎伝』によれば葛飾北斎の門人で江戸の人、文化3年（1806年）に感和亭鬼武と竹塚東子の著作に挿絵を描いている。それ以外の経歴については一切不明である。